# Kouros di Aristodikos
Il Kouros di Aristodikos è una statua in marmo pario alta 195 cm e databile al 500-490 a.C. circa. La sua funzione originaria era di segnacolo funerario. È conservata nel Museo Archeologico Nazionale di Atene.

## Scoperta
Venne ritrovato nella Mesogea, regione dell’Attica, nel 1944, vicino al monte Olimpo.

## Descrizione e stile
La scultura fu ritrovata quasi integra, mancante solo delle mani, anche se scheggiata soprattutto all’altezza del volto. La base, alta 29 cm, è in marmo pentelico.
Pur rispettando diverse norme di tradizione arcaica come la posizione frontale ed il piede sinistro leggermente avanzato, l’artista ricercò una resa più naturalistica del corpo. Le braccia si allontanano dal corpo e vi è una maggiore attenzione ai dettagli anatomici, come i tendini e le ginocchia. I capelli raccolti in riccioli, che presentano tracce di colore rosso, si differenziano dalle acconciature dei kouroi precedenti per la minore lunghezza e, ancora una volta, il maggior realismo.